# Union des professeurs de classes préparatoires scientifiques
Pour les articles homonymes, voir UPS.
L’Union des Professeurs de classes préparatoires Scientifiques (en abrégé UPS) est une association loi de 1901 de professeurs enseignant dans les classes préparatoires scientifiques aux grandes écoles (CPGE). Créée en 1927, son siège se situe à Paris au 3 rue de l'École-Polytechnique. En 2013, l'association décide en assemblée générale de changer son appellation historique Union des Professeurs de Spéciales en Union des Professeurs de classes préparatoires Scientifiques, tout en conservant le sigle UPS.

## Fonctionnement
D'après ses statuts, l'UPS a notamment pour missions de « promouvoir un enseignement de qualité » dans les filières MP2I, MPSI, PCSI, PTSI, TSI, TPC, MPI, MPI*, MP, MP*, PC, PC*, PSI, PSI*, PT, PT* et ATS de l'enseignement public, de « défendre les intérêts moraux et matériels des professeurs » de ces classes, de veiller sur les concours nationaux auxquels ils préparent leurs étudiants. L'association entretient par ailleurs des relations avec les grandes écoles, et développe la communication entre ses membres et les « autres acteurs de l'enseignement et de la recherche ».
Les « membres sociétaires » sont des professeurs de mathématiques, de physique de chimie ou d'informatique des classes précédemment citées. En 2011, 92,18% des enseignants de ces matières dans les CPGE de l'enseignement public adhèrent à l'UPS, selon cette association. Les personnes exerçant des fonctions en rapport avec les classes préparatoires peuvent demander à être « membres associés ».
L'association est administrée par un comité élu, veillant à la représentativité des membres.
Elle publie chaque trimestre le Bulletin de l'Union des Professeurs de Spéciales, et chaque année un recueil de sujets et corrigés des épreuves de concours de l'année précédente à destination unique de ses membres.

## Actions
À la suite de la réforme des classes préparatoires en 1995, l'Union des Professeurs de Spéciales participe à la création du groupe LIESSE (acronyme de « Liaisons Interdisciplinaires avec les Écoles d'enseignement Supérieur pour une Structuration des Échanges »), de manière à organiser la formation continue de ses membres.
L'UPS publie en 2001 le site « prepas.org » donnant aux élèves du secondaire des renseignements sur les classes préparatoires, et aux professeurs et étudiants de CPGE toutes informations utiles à leur formation ou enseignement.
Dès la publication des textes instituant la réforme LMD dont la finalité est d'adapter l'enseignement supérieur français aux standards européens, l'Union des Professeurs de Spéciales intervient auprès du gouvernement pour que les professeurs des classes préparatoires puissent délivrer de manière autonome des crédits ECTS définis par une grille nationale. Après plusieurs années de discussions, et avec l'appui d'autres associations liées aux classes préparatoires et de syndicats, un décret institue une « attestation descriptive du parcours de la formation » suivie par les étudiants des CPGE, et attribue une valeur maximale de 60 crédits par année à cette formation, soit 120 crédits pour les deux années que suivent les élèves des classes préparatoires.
Afin de favoriser l'ouverture sociale, l'Union des Professeurs de Spéciales a organisé, les 16 et 17 mai 2003, un colloque intitulé « Démocratie, classes préparatoires et grandes écoles ». Dans le même état d'esprit, en 2010 l'UPS est signataire – via la Conférence des classes préparatoires – de la charte des « Cordées de la réussite ».
En janvier 2012, l'UPS participe à la création du comité de concertation et de suivi des classes préparatoires aux grandes écoles, dont le rôle est de formuler des avis et recommandations sur le fonctionnement des CPGE.
À la suite de la réforme des programmes de terminale scientifique, l'UPS participe à la préparation des programmes des classes préparatoires scientifiques qui doivent être mis en place pour la rentrée scolaire 2013.

## Historique
La première parution du Bulletin de l’Union des Professeurs de Spéciales, en octobre 1927, fait suite à une scission lors de la réunion du jeudi 13 octobre 1927 de l’association des professeurs de mathématiques, qui ne s’occupait pas assez des problèmes des classes de spéciales. Il était aussi apparu nécessaire de se rapprocher des professeurs de physique de ces classes. La « charte constitutive » de l'UPS est une circulaire adressée par des mathématiciens de province à leurs collègues parisiens, le 13 octobre 1927. Lors des débats, les défenseurs de la création de l'UPS estiment que sa raison d'être est « l'union des mathématiciens et des physiciens ».
L’Union des professeurs de spéciales « mathématiques et physique » est créée le 30 juillet 1928. L. Chatry, professeur à Lille, est le président de la commission provisoire.
La question de la place des femmes dans l'enseignement se manifeste également dans l'évolution de l'UPS. La première adhérente est Marguerite Rivière, née Rouvière, titulaire de l'agrégation masculine de sciences physiques, qui enseigne à Toulon, et dont le nom figure dans l'annuaire de l'UPS en 1934. La seconde est, en 1938, Mlle Amiot, qui enseigne les mathématiques à Sèvres. Avant de pouvoir adhérer à l'UPS, les femmes avaient eu la possibilité de s'abonner au Bulletin de l'association. Le nombre de femmes exerçant en classes préparatoires augmente du fait de la mobilisation des hommes lors de la Seconde Guerre mondiale. 
En 2013, prenant en compte que la dénomination « professeurs de spéciales » ne concerne que les professeurs de seconde année, l'association décide de la remplacer par « Union des Professeurs de classes préparatoires Scientifiques » en gardant le sigle UPS.
Avec l'introduction en 2013 d'une nouvelle discipline, l'informatique, dans les classes préparatoires scientifiques, la décision est prise d'autoriser les enseignants de cette matière exerçant dans les CPGE d'adhérer à l'UPS. Toutefois, ce nouvel enseignement est la plupart du temps pris en charge par des professeurs de mathématiques, physique ou sciences industrielles, dont une partie a eu à se former par ses propres moyens.

## Présidents
- 1928-1930 : Louis Chatry[14], professeur à Lille[15], 1er président
- 1930-1931 : Jules Douchez
- 1931-1933 : Paul Robert
- 1933-1934 : Paul Duthilleul
- 1934-1937 : André Pétrus
- 1937-1940 : Joseph Marvillet
- 1940-1945 : association interdite
- 1945-1955 : Georges Cagnac
- 1955-1957 : Pierre Theron
- 1957-1958 : Maurice Durrande
- 1958-1961 : Maurice Chazel
- 1961-1968 : Edmond Ramis
- 1968-1974 : Christian Forest
- 1974-1979 : Jean Nordon
- 1979-1985 : Jacques Simon
- 1985-1991 : Claude Deschamps
- 1991-1994 : Denis Monasse
- 1994-1995 : Bruno Rooy
- 1995-1997 : Stéphane Olivier
- 1997-1999 : Yves Heutte
- 1999-2003 : Gérard Debeaumarché
- 2003-2009 : Johan Yebbou
- 2009-2013 : Bruno Jeauffroy
- 2013-2017 : Sylvie Bonnet, 1re femme à être élue présidente
- 2017-2021 : Mickaël Prost
- 2021-2025 : Denis Choimet
- 2025 -        : Laurent Pater